# Frederick J. Mouat
Frederic John Mouat (18 mai 1816 - 12 janvier 1897) est un chirurgien, chimiste et réformateur de prison britannique. Il fait partie du comité qui identifie les îles Andaman comme un emplacement approprié pour une colonie de condamnés. Il examine l'utilisation de l'huile de chaulmogra dans le traitement de la lèpre et publie le premier livre illustré sur l'anatomie humaine en ourdou en 1849. Il participe également à la fondation du Collège présidentiel de Calcutta.

## Biographie
Mouat est né à Maidstone, dans le Kent, fils d'un chirurgien de l'armée, et formé à l'University College de Londres et à l'Université d'Édimbourg, se qualifiant en tant que membre du Royal College of Surgeons en 1838. Il est le frère de Sir James Mouat (en). Frédéric Mouat étudie d'abord à Paris puis rejoint son frère à l'University College de Londres. Il remporte un prix de jurisprudence médicale en 1836-1837 et se qualifie MRCP en 1838. Il obtient un doctorat en médecine d'Édimbourg avec une thèse On the brain as the organ of the mind (sur le cerveau comme organe de l'esprit) en 1839. Mouat rejoint le service médical indien en janvier 1840 et est affecté comme chirurgien adjoint au Bengale en juin 1840. En 1853, il devient chirurgien, en 1860 chirurgien-major et finalement inspecteur général adjoint des hôpitaux. Il est attaché au 21st Fusiliers à Fort William suivi de séjours avec le 47th Bengal Native Infantry et le bataillon d'artillerie à Dum Dum.
Mouat mène des expériences pour la Chambre de commerce de Liverpool sur les lichens utilisés dans la teinture et envoie un rapport au comte d'Auckland qui est tellement impressionné qu'il le nomme en 1841 trésorier, secrétaire, médecin résident ainsi que professeur de chimie et Materia Medica au Bengal Medical College. Il soutient la députation de quatre étudiants en médecine dont Bhola Nath Bose et Surya Kumar Goodeeve Chuckerbutty en 1844 pour des études en Angleterre. Il participe aux essais sur le traitement des lépreux avec des extraits de chaulmogra (Hydnocarpus wightiana). En 1849, il publie un atlas d'anatomie humaine avec des notes en ourdou avec l'aide de Moonshee Nusseerudin Ahmed et avec des illustrations de Colesworthey Grant.
Mouat passe 30 ans en Inde, où il est une figure de proue dans le domaine de l'éducation, dans laquelle il est l'un des principaux militants pour créer les premières universités en Inde, en particulier celle de Calcutta, qui n'est mise en œuvre qu'après 1857. Sa proposition faite avec Charles Hay Cameron et le professeur Malden de créer une université à Calcutta sur le modèle de celle de Londres est examinée en 1853 et abandonnée par la Chambre des Lords. Il travaille également sur la réforme des prisons tout en occupant le poste d'inspecteur général des prisons du Bas Bengale. Il préconise le travail pénitentiaire rémunérateur comme moyen de réforme et de rendre les prisons autosuffisantes. En 1857, après la mutinerie indienne, on lui demande d'enquêter pour voir si les îles Andaman peuvent être une potentielle colonie pénitentiaire. L'exploration commence de novembre 1857 à janvier 1858 et conduit à l'établissement de Port Blair. Une baie des Andamans est autorisée par Lord Canning à s'appeler Port Mouat. Ils emmènent également un insulaire Andaman " John Andaman " à Calcutta dans le but d'études ethnologiques et d'améliorer les relations avec les indigènes Andaman. Mouat publie ensuite un livre sur ses expériences Andaman: Aventures et recherches parmi les insulaires Andaman (1863). En 1864, il rédige un code de prison du Bengale et travaille même sur une loi sur les prisons, mais y renonce car " ce n'était pas exigé de moi, je n'ai ni terminé ni soumis le travail. " 

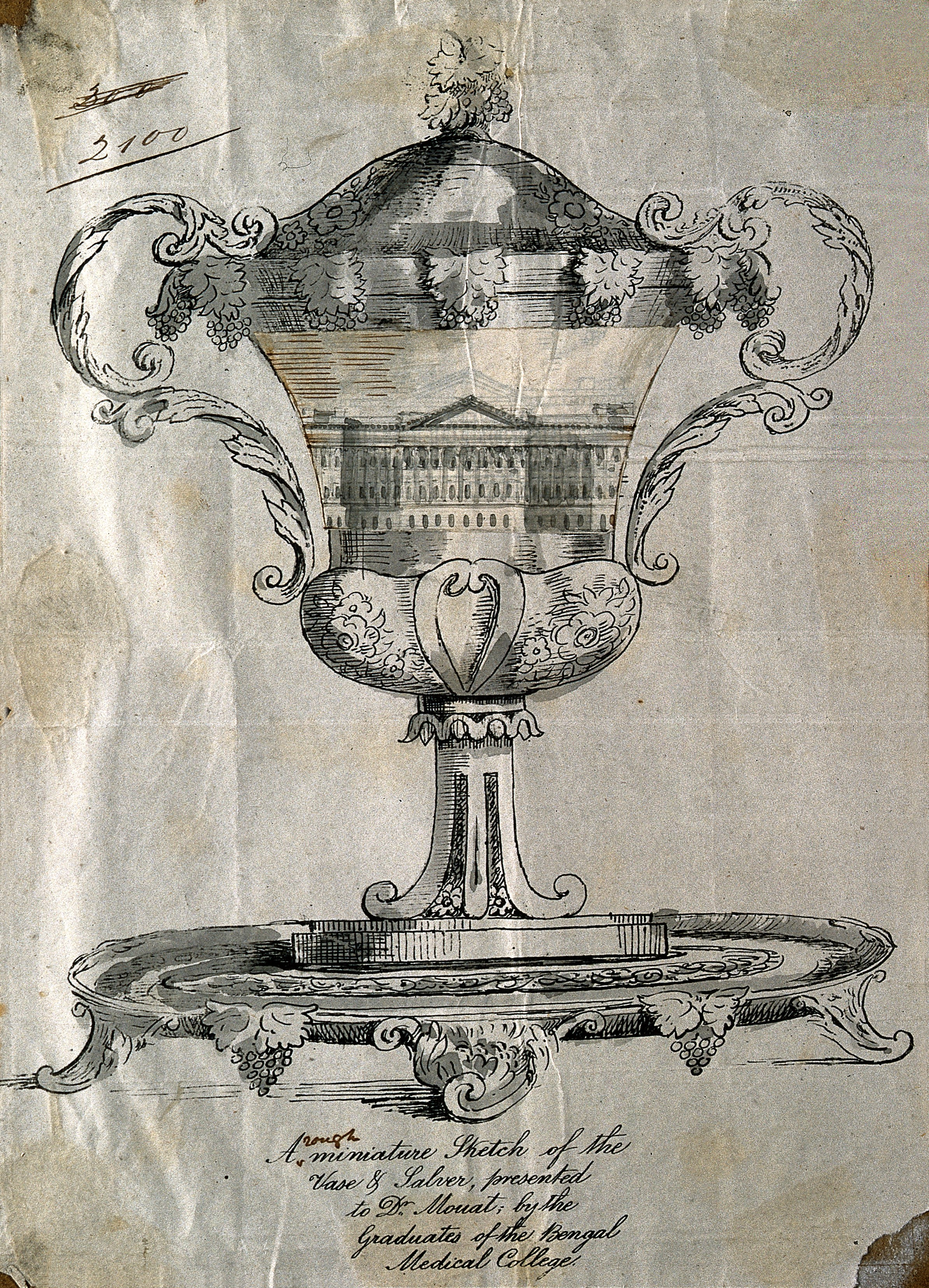
Un vase offert à Mouat par les diplômés du Bengal Medical College en 1854

En tant qu'examinateur chimique (à temps partiel et non rémunéré jusqu'à ce que le poste soit occupé par William Brooke O'Shaughnessy), il siège à un comité d'artillerie restreint et développe, avec le colonel Edward Ludlow, un vernis étanche pour protéger les amorces de percussion sur le terrain. Il examine également la composition de la Gutta-percha et mène des expériences sur des fusées de campagne. Mouat s'intéresse également à la photographie en travaillant avec le Français Oscar Mallitte (1829-1905) dans les Andamans  et en tant que premier président de la Société photographique du Bengale (1856-1857). Dans un article du Lancet en 1892 en réponse à un débat sur l'interdiction de l'opium, il s'oppose à la comparaison de l'opium à l'alcool, soulignant que la consommation d'opium ne s'accompagne pas de problèmes d'ordre public.
Mouat prend sa retraite au Royaume-Uni en 1870 et commence une nouvelle carrière en tant qu'inspecteur du Local Government Board. Il fonde la Bethune Society à Calcutta en 1851 pour promouvoir une plus grande interaction entre les Indiens instruits et les Européens. Il est également un membre actif de la Royal Statistical Society, la rejoignant en 1847 à l'invitation de William Henry Sykes et en devenant le président en 1890.
Mouat se marie deux fois, d'abord le 15 septembre 1842 avec Mary Rennards Boyes, décédée à Kensington en 1885. Aucun enfant n'est enregistré de ce mariage. En juin 1889, il épouse une veuve, Margaret Kay, fille de John Fawcus, un juge de paix qui a quatre enfants de son premier mariage. Mouat est décédé le 12 janvier 1897 à son domicile de Durham Villas, Kensington, d'une pneumonie et d'une asthénie. Il est incinéré à Woking comme il l'a souhaité. Un buste commémoratif réalisé par Hamo Thornycroft en 1874 est légué à l'University College de Londres.